# طغرل شاه
محي الدنيا والدين طغرل شاه بن محمد - أمير سلجوقي ، وحاكم سلاجقة كرمان الثامن.

## ولايته
تولى الحكم سنة 551 هـ ، خلال فترة حكمه القصيرة كانت التجارة والاقتصاد ذات أهمية كبيرة، وبعد وفاته عمت الفوضى ، وتولى أبناؤه العرش. 